# Catacumbas
Las catacumbas son unas galerías subterráneas que algunas civilizaciones mediterráneas antiguas construyeron y utilizaron como lugar de enterramiento. Las más conocidas y las mejor estudiadas son las catacumbas de la ciudad de Roma. También son conocidas las catacumbas de París, aunque su origen (siglo XVIII) y rituales son muy distintos. 

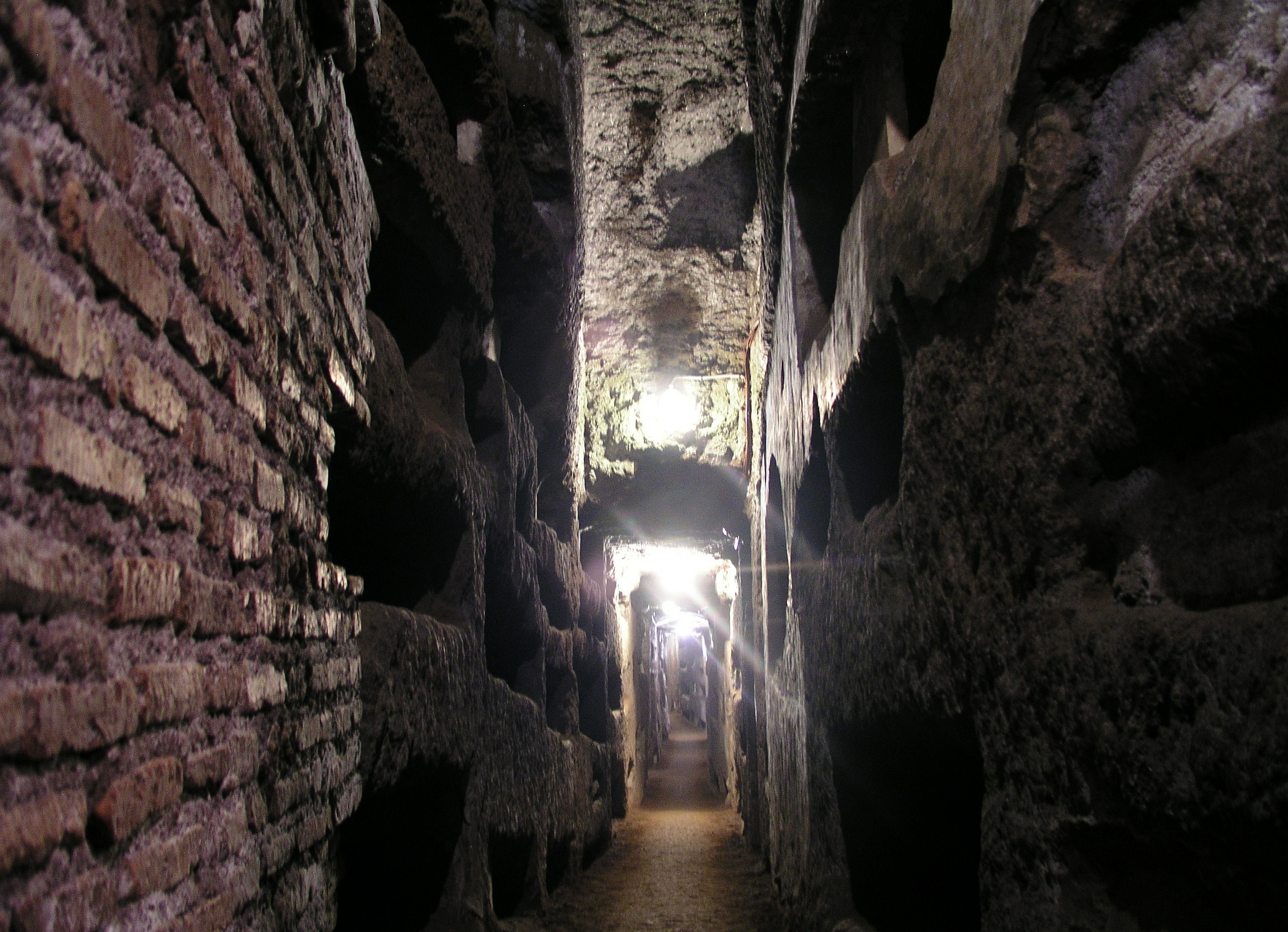
Catacumbas de Domitila

Las catacumbas de la ciudad de Roma fueron excavadas en el suelo para organizar en ellas los enterramientos de los muertos de los primeros cristianos en la Roma del siglo II. Se empezó a llamar con este nombre a la cripta del cementerio de San Calixto; se llamó ad catacumbas, y en la Edad Media, por extensión, aplicaron el nombre al conjunto de enterramientos hechos en el subsuelo del campo romano que formaba alrededor de la ciudad una inmensa necrópolis. También se llamó a las catacumbas Roma subterránea. Estos subterráneos fueron en limitadas ocasiones lugar de culto, pero principalmente de enterramiento.

## Etimología y uso de la palabra catacumba
El origen de la palabra latina catacumba es incierto. Algunas fuentes creen que viene del griego κατά "hacia abajo", y τύμβoς "túmulo"; o también de κυμβή "copa", con el significado de "depresión, hondonada". Otros estudiosos dicen que es un híbrido del griego κατά "hacia abajo" y de la raíz latina -cumbo que significa "yacer, estar acostado". 

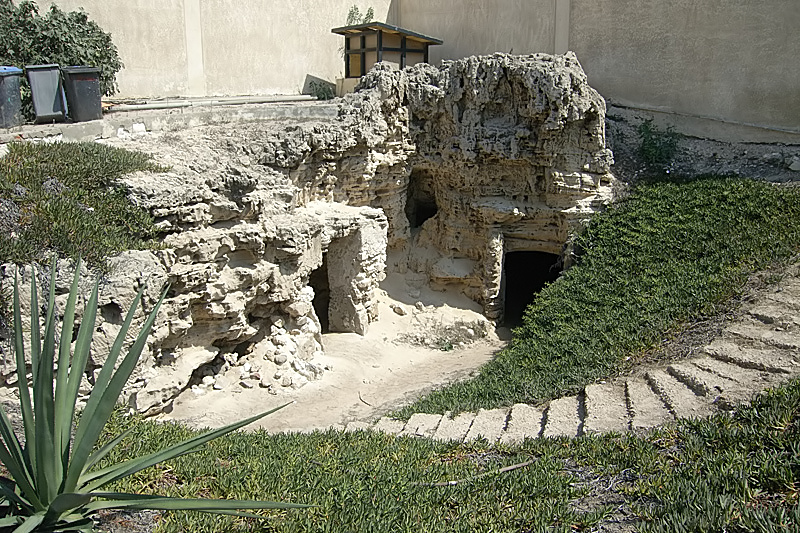
Alejandría

Al principio se conocía con el apelativo de ad catacumbas a un distrito periférico de la vía Appia próximo a la basílica de San Sebastián. Era la hondonada donde se encontraba el cementerio de San Sebastián al que se descendía por una cuesta; de ahí se fue extendiendo la palabra a otros cementerios aunque no hubiese dicha hondonada. En aquel lugar se habían enterrado provisionalmente los cuerpos de Pedro y Pablo en el año 258. Este hecho está avalado por catas arqueológicas y pruebas epigráficas. Siglos más tarde, especialmente desde los comienzos de la Edad Media se fueron nombrando así todos los enterramientos cristianos de los alrededores de Roma. 
Antes del uso generalizado de la palabra catacumba los cristianos llamaban cementerio (en latín coemeterium del griego κοιμητήριον "dormitorio") al sitio de las tumbas, es decir, al lugar donde el cuerpo muerto duerme esperando el despertar que es el resucitar a otra vida. En castellano es un término que empezó a utilizarse en el siglo XVIII entre 1765 y 1783.

## Historia
El sistema de enterramiento en galerías y cámaras subterráneas no es exclusivo de los cristianos, pues hay precedentes en otros pueblos y otras culturas. Hay constancia de que en el siglo I existía este tipo de enterramiento entre los hebreos y sin embargo las catacumbas cristianas como tales datan de la primera mitad del siglo II. Los primeros cristianos seguidores de Cristo que vivían en Roma en número reducido sepultaban a sus muertos según era costumbre en necrópolis al aire libre. Lo más probable es que pasado el tiempo los nuevos cristianos se asociaran siguiendo así también la costumbre pagana de formar collegia o grupos privativos.
Las catacumbas eran esencialmente cementerios. Sus estrechas galerías no servían para organizar reuniones ni ceremonias religiosas aunque ocasionalmente se celebraba algún acto conmemorativo ante una determinada tumba. Pero en tiempos de Decio y Valeriano corrió el rumor de que los cristianos aprovechaban las catacumbas para reuniones clandestinas y conspiraciones y por eso el emperador Valeriano procedió a su confiscación. Fueron devueltas en el año 260. Más tarde ocurrió lo mismo en tiempos de Diocleciano; él mismo las restituyó sin límite de fecha en el año 311, antes del Edicto de Milán.
Después del año 313 se empezó a apreciar una disminución de los enterramientos en cámaras y galerías subterráneas hasta que por último finalizaron del todo en el siglo V. A partir de ese momento y ya sin el uso original sólo se las tuvo en cuenta como lugares respetables de recuerdo y peregrinación. Pasados los años desapareció hasta su recuerdo y en el siglo IX ya no había memoria de ellas. Así habría continuado la historia de no haber sucedido un hecho fortuito: En 1578 fueron descubiertas por unos obreros que estaban trabajando en la extracción de puzzolana. Ante este descubrimiento el arqueólogo Antonio Bosio (1575-1629) comenzó su estudio con gran interés. Pero fue en el siglo XIX cuando verdaderamente hubo un estudio sistemático y profundo por parte de otro gran arqueólogo llamado Giovanni Battista de Rossi (1822-1894) que en 1864 publicó el primer volumen de su Roma sotterranea cristiana («Roma subterránea cristiana»). En el siglo XX siguieron apareciendo más galerías de catacumbas en las afueras de Roma: catacumbas de los Aurelios en Viale Manzoni, descubiertas en 1919; catacumbas de la Vía Latina en 1955.

## Catacumbas de Roma y otros lugares
En un principio se dio el nombre de catacumbas al cementerio de San Sebastián, aquel lugar donde los primitivos cristianos de Roma habían enterrado provisionalmente los cuerpos de San Pablo y San Pedro, en un momento en que temieron que les fueran sustraídos. Era el lugar llamado «ad catacumbas». Por extensión, a lo largo de la Edad Media se fue dando este nombre de catacumbas a todos los cementerios conocidos de las afueras de Roma que formaban una gran necrópolis y tenían sus propias características. Siguiendo esa extensión se llamaron también catacumbas a todos los cementerios subterráneos encontrados en otros lugares aunque perteneciera a épocas muy diferentes y mucho más modernas. Tal ocurrió en la propia Italia con los enterramientos de Nápoles cuyas galerías más antiguas son de los siglos III y IV, perfectamente conocidos y descritos por el historiador G. Pelliccia y con las galerías subterráneas de Chiusi en Toscana, también de los siglos III y IV.
Las catacumbas de los Capuchinos, en la ciudad de Palermo, fueron excavadas como criptas por los monjes del monasterio. Las catacumbas de Lima, llamadas así por similitud con las de Roma, son unas criptas ubicadas bajo el convento de San Francisco; fue cementerio hasta 1810. Catacumbas de Kom el Shogafa, Egipto llamadas también Catacumbas de Alejandría, o las Catacumbas de Malta. 
Otras denominadas catacumbas no fue con fines funerarios como las Catacumbas de Odesa (actual Ucrania), con cerca de 2500 km de galerías, o las Catacumbas de Camden, Inglaterra. o algunas más son meramente Necrópolis
Las Catacumbas de París son uno de los cementerios más famosos de París en la capital de Francia. Son una serie de túneles y cuartos subterráneos localizados en lo que, durante la era romana fuesen minas de piedra caliza. El lugar fue convertido en un cementerio común a finales del siglo XVIII.

Enterramientos llamados catacumbas
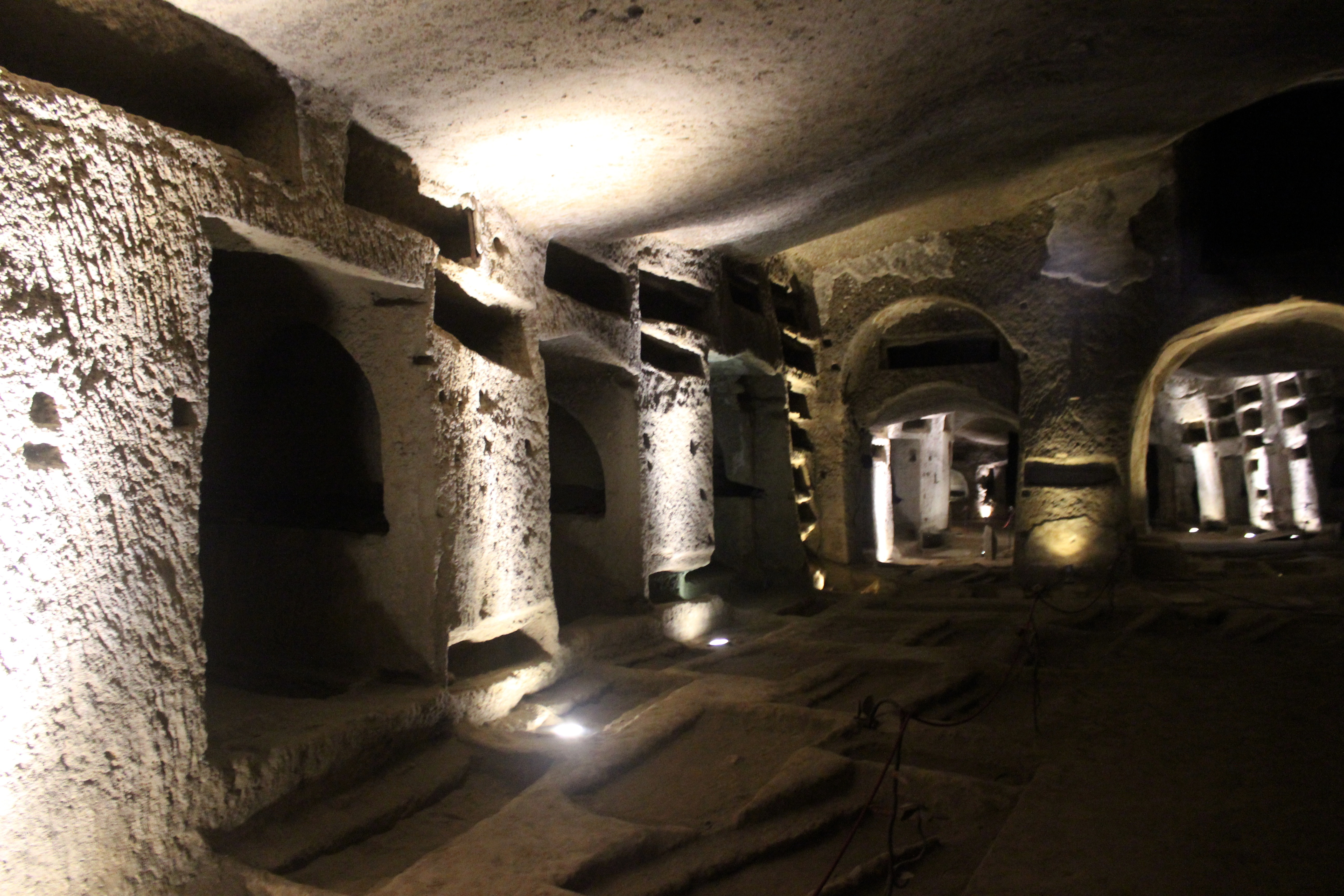
Catacumbas de san Genaro
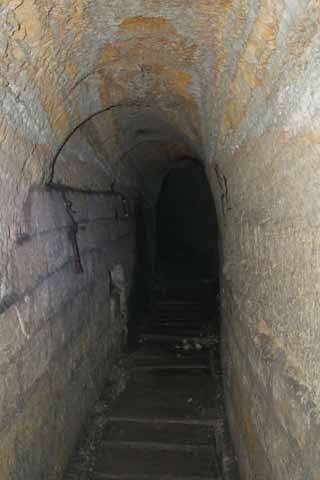
Catacumbas de Odesa
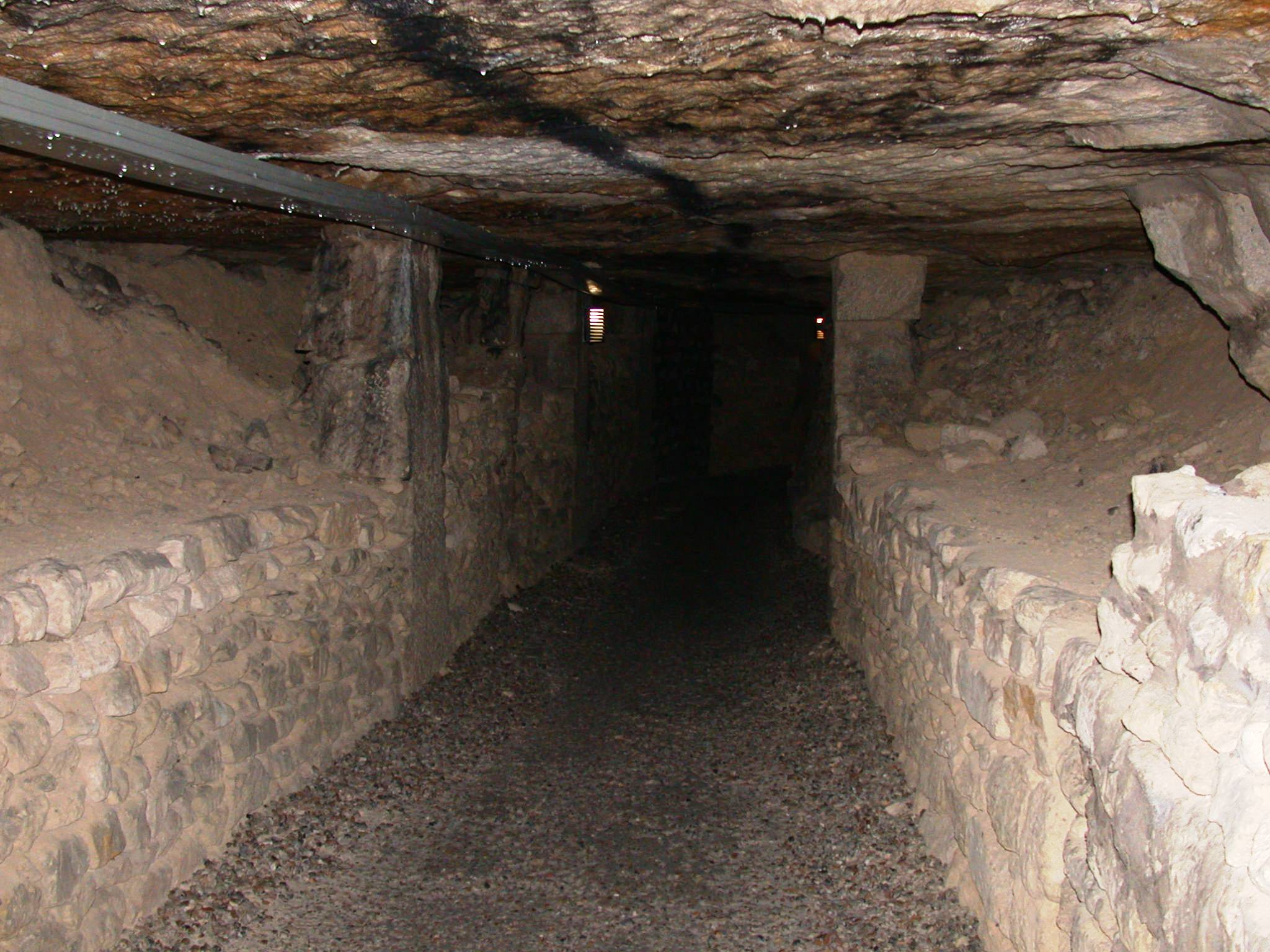
Catacumbas de París